# Maria Lluïsa Ponsa
Maria Lluïsa Ponsa i Bassas, née le 10 février 1875 à Barcelone et morte le 7 février 1919 dans la même ville, est une pianiste, compositrice et écrivaine espagnole.

## Biographie
Maria Lluïsa Ponsa est la fille du professeur de musique Esteban Ponsa. Dès son plus jeune âge, Maria Lluïsa Ponsa a été attirée par la musique et elle a étudié à l’Académie Esmeralda Cervantes et devient une disciple d’Isaac Albéniz et Arthur Rubinstein. À l’âge de dix ans, elle se rend à Paris avec une bourse de la Mairie de Barcelone afin d'étudier au Conservatoire avec Antoine-François Marmontel, professeur de piano dans cette institution ainsi que compositeur. Son séjour à Paris dure sept ans, durant lequel elle remporte, en plus des prix du Conservatoire, le grand diplôme d’honneur du concours de l’Institut musical de Paris. Marmontel, dans une lettre adressée à Felipe Pedrell − compositeur et musicologue catalan −, parle de Maria Lluïsa Ponsa comme étant une grand artiste. De retour à Barcelone, elle donne ses premiers concerts au Teatro Principal, au Teatro Romea et au Teatro Lírico, toujours avec grand succès.
Mariée très jeune avec un marchand barcelonais nommé Ascarons, elle n’a jamais abandonné la musique malgré ses trois filles et en dépit du fait qu’à cette époque il était jugé préférable que les femmes ne travaillent pas. Carmen Karr dans la nécrologie qu’elle écrivit dans La Vanguardia en 1919 la qualifiait de féministe.
Maria Lluïsa Ponsa a fondé l’Institut de musique de Barcelone où elle a enseigné la musique pour les enfants qui n’en avaient pas les moyens. Elle a collaboré à Feminal et Catalana, deux magazines qui revendiquaient les droits des femmes. En tant qu’écrivaine, elle a remporté plusieurs prix aux Jeux floraux. Elle était sur le point d’éditer sa Suite espagnole pour piano quand elle meurt d’une pneumonie le 7 février 1919. En tant que compositrice, elle utilise le pseudonyme ML De Orsay.

## Œuvres
- Carmina on-step, piano.
- Crépuscule valse lente chantée, voix et piano. (Edició Madrid: Edició [s.a.] Unión Musical española).
- Himne a Catalunya, voix et piano. Texte Vidal i Lluc.
- Jorge fox-trot, piano.
- Lo lliri blanc, voix et piano. Texte Verdaguer (Edició Feminal núm.118, 25 février 1917).
- Mis pequeños amigos. Colección de bailes fáciles para piano (en tonos naturales), piano. (Edició: Barcelona: Edició [s.a.] Ildefonso Alier).
- My darling, voix et piano. Texte M. Alupo.
- Nuit bleu valse lente chantée, piano. (Edició Barcelona: Boileau i Bernasconi, 1917).
- Somni diví, voix et piano. Texte T. de Dalmases (Edició Barcelona: [s.a.] Taller de grabación de música José Parés).
- Suite espagnole, piano.
- Valse galante: style romantique, piano. (Edició Barcelona: Boileau i Bernasconi, 1918).
- Valse poétique pour piano. (Edició Madrid: Ildefonso Alier. Madrid, 1918).

## Source
1. 1 2 3 4 5 6 7 8  (ca) « http://dbd.cat/fitxa_biografies.php?id=649 »
2. ↑  (es) « Nécrologie dans La Vanguardia » (consulté le 20 février 2020)